# Evakuace

Značka nouzového východu

Evakuace (z lat., česky „vyklizení, vyprázdnění“) je souhrn organizačních a technických opatření zabezpečujících přemístění osob, zvířat a věcí v daném pořadí priority z míst ohrožených mimořádnou událostí do míst, ve kterých je zajištěno pro osoby náhradní ubytování a stravování, pro zvířata ustájení a pro věcné prostředky uskladnění.
Evakuace se vztahuje na všechny osoby v místech ohrožených mimořádnou událostí s výjimkou osob, které se budou podílet na záchranných pracích, řízení evakuačních opatření, nebo budou vykonávat jinou neodkladnou činnost k zajištění minimalizace následků mimořádné události.
V České republice jsou základní právní náležitosti evakuace stanoveny v zákonných i podzákonných normách, jakými jsou např. krizový zákon č. 240/2000 Sb., zákon o integrovaném záchranném systému č. 239/2000 Sb., zákon o zajišťování obrany České republiky č. 222/1999 Sb., vyhláška Ministerstva vnitra o požární prevenci č. 246/2001 Sb., vyhláška Ministerstva vnitra k přípravě a provádění úkolů ochrany obyvatelstva č. 380/2002 Sb. a řada dalších.
Občané jsou o vyhlášené evakuaci informováni prostřednictvím sirén varovným signálem Všeobecná výstraha (kolísavý tón, délka 140 sekund) a tísňovou informací v hromadných sdělovacích prostředcích (rádio, televize, tisk), případně z mobilních rozhlasových prostředků.